# Nené Cascallar
Nené Cascallar, nombre artístico de Alicia Inés Botto (Buenos Aires, 11 de junio de 1914 - Ibíd., 16 de mayo de 1982), fue una escritora, guionista y autora de radioteatros y teleteatros (o telenovelas) argentina.

## Biografía
Nené Cascallar había sufrido de poliomielitis a los 5 años de edad, tras lo cual quedó postrada en una silla de ruedas durante el resto de su vida. De joven estudió filosofía y letras y dedicó su vida a escribir radioteatros y luego teleteatros; con su labor en estos últimos se volvió una pionera de la telenovela moderna de la época, y sus libretos se convirtieron en los mayores éxitos televisivos de la década de 1960 en Argentina.
Sus mayores éxitos en televisión fueron El amor tiene cara de mujer (que duró ocho años consecutivos, entre 1964 y 1971), Cuatro hombres para Eva(1966), Cuatro mujeres para Adán, Propiedad horizontal, y El cielo es para todos. Sus creaciones catapultaron la carrera de incontables figuras del quehacer actoral argentino como Rodolfo Bebán, Federico Luppi, Soledad Silveyra, Ana María Picchio, Norma Aleandro, Evangelina Salazar, Bárbara Mujica, Jorge Barreiro, Arnaldo André, Eduardo Rudy, Thelma Biral, Claudia Lapacó, Rodolfo Ranni y otros. Cascallar escribía sus libretos a mano y prefería escoger a los actores para cada papel entallándolos luego a la medida de su personalidad; método que compartía con su colega de profesión, el autor Alberto Migré.
El amor tiene cara de mujer, su más rotundo éxito, se repitió con gran éxito en México en 1971, y luego tuvo una remake en ese mismo país en 1984, con el título de Principessa.
Fue guionista de la clásica película Fuego sagrado (1950). También escribió un libro, A Lo Largo Del Camino, que fue publicado por primera vez en 1951.
Falleció en 1982, y se encuentra inhumada en el Cementerio de la Chacarita.